# ثور: راجناروك
ثور: راجناروك (بالإنجليزية: Thor: Ragnarok) هو فيلم أمريكي من إخراج تايكا وايتيتي وتأليف كريس كايل، الفيلم بطولة توم هيدليستون وبينيديكت كامبرباتش وإدريس إلبا وكيت بلانشيت وكريس هيمسورث وأنتوني هوبكنز، الفيلم إنتاج عام 2017

## القصة
يُسجَن (ثور) على الجانب الآخر من الكون ليجد نفسه في سباق محموم مع الزمن ليعاود أسفاره بـ(أسجارد) ويحاول إيقاف (راجناروك).. بينما (هيلا) - التي لا ترحم - تُهدد وطنه والحضارة الأسجاردية بالتخريب والدمار بواسطة قواها الفائقة.

## البطولة
- كريس هيمسوورث (ثور)
- توم هيدليستون (لوكي)
- كيت بلانشيت (هيلا)
- مارك روفالو (بروس بانر/ هالك)
- إدريس إلبا (هيمدال)
- جيف غولدبلوم (غراندماستر)
- أنتوني هوبكنز (أودين)
- جايمي الكسندر (سييف)
- راي ستيفنسون (فولستاج)
- كارل أوربان (سكارج)
- تيسا طومسون (فالكيري)
- بينيديكت كامبرباتش (دكتور ستيفن سترينج)

## طاقم العمل
- كريس كايل (مؤلف)
- كريستوفر يوست (مؤلف)
- إريك بيرسون (قصة)
- ستيفاني فولسوم (قصة)
- جاك كيربي (عن قصصّه المصورة)
- لاري ليبر (عن قصصّه المصورة)
- ستان لي (عن قصصّه المصورة)
- تايكا وايتيتي (مخرج)
- خافيير آجرسربي (مدير تصوير)
- كيفين فيجي (منتج)
- مايز س. ريبيو (مصمم أزياء)
- مارك موثيرسباو (موسيقى تصويرية)
- بريندان هيفرنان (مخرج فني)
- بيل بووث (مخرج فني)
- بيفرلي دون (مصمم ديكور)
- ريتشارد هوبز (مخرج فني)
- دان حينناح (مصمم إنتاج)
- كريستي ماكريجور (ريجسير)
- سارة فين (ريجسير)

## روابط خارجية
- ثور: راجناروك على موقع IMDb (الإنجليزية)
- ثور: راجناروك على موقع ميتاكريتيك (الإنجليزية)
- ثور: راجناروك على موقع روتن توميتوز (الإنجليزية)
- ثور: راجناروك على موقع نتفليكس (الإنجليزية)
- ثور: راجناروك على موقع قاعدة بيانات الأفلام العربية
- ثور: راجناروك على موقع ألو سيني (الفرنسية)
- ثور: راجناروك على موقع Turner Classic Movies (الإنجليزية)
- ثور: راجناروك على موقع أول موفي (الإنجليزية)
- ثور: راجناروك على موقع بوكس أوفيس موجو (الإنجليزية)
- ثور: راجناروك على موقع فيلمافينيتي (الإسبانية)